# Stepps
Stepps es una pequeña ciudad del consejo de North Lanarkshire, Escocia, en los suburbios del noreste de Glasgow. La ciudad consiste en Stepps Village, Cardowan, Stepps Hill y Millerston. Tenía una población de 4,802 habitantes según el censo del 2001, sin embargo, el gran crecimiento de las urbanizaciones en Cardowan y Stepps desde el 2001, hacen pensar que la población actual sea más grande.
Originalmente fue parte del estado Garnkirk, el nombre de la ciudad aparece posterior al de la calle principal que cruza por su centro, Steps Road, que fue nombrada en el siglo XIX y abierta como un camino hacia la estación de ferrocarril Steps Road en los años 1850. El nombre Stepps se usó hasta 1924, fecha en que cambio el nombre de la estación.
Es la casa de uno de los más antiguos clubs de hockey de Escocia. Formado en 1913, el Stepps Hockey Club, se prepara para celebrar su centenario y actualmente compite en la segunda división de la Liga Escocesa Nacional de Hockey.
Cuenta con diferentes formas de transporte hacia la cercana Glasgow, por autobús, por autopista y por la línea de ferrocarril Cumbernauld.